# Partito Comunista dei Paesi Bassi
Il Partito Comunista dei Paesi Bassi (Communistische Partij van Nederland - CPN) fu un partito politico olandese, attivo dal 1918 al 1991; affermatosi con la denominazione di Partito Socialdemocratico (Sociaal-Democratische Partij,  SDP), cambiò nome nel novembre 1918 in Partito Comunista d'Olanda (Communistische Partij Holland, CPH) e assunse il nome attuale nel 1935.
Nel 1991 dette vita, insieme al Partito Pacifista-Socialista, al Partito Politico dei Radicali e al Partito Popolare Evangelico, ad un nuovo soggetto politico, Sinistra Verde.

## Storia
Nel 1907 Jan Ceton, Willem van Ravesteyn e David Wijnkoop del Partito Socialdemocratico dei Lavoratori (SDAP) fondarono De Tribune ("La Tribuna"), una rivista in cui criticavano la leadership del partito. Essi mantenevano posizioni marxiste ortodosse e si aspettavano una rivoluzione proletaria. Al congresso del partito tenutosi a Deventer il 14 febbraio 1909, i dirigenti della SDAP chiesero all'ala marxista di interrompere la pubblicazione di De Tribune o, in caso contrario, sarebbero stati espulsi dal partito. Dopo essersi rifiutati Wijnkoop e Ceton, affiancati dal poeta Herman Gorter e il matematico Gerrit Mannoury lasciarono lo SDAP per formare un nuovo partito. Questa fu la prima scissione di questo tipo in un partito socialista dell'Europa occidentale. Il 14 marzo successivo i dissidenti fondarono il nuovo Partito Socialdemocratico (SDP). 
Durante la prima guerra mondiale l'SDP tenne un atteggiamento rivoluzionario, stringendo legami con l'ala sinistra dei socialdemocratici tedeschi, con i bolscevichi, e solidarizzando con gli indipendentisti indonesiani, che lottavano contro il potere coloniale olandese. Alle elezioni del 1917 l'SDP non riuscì a conquistare alcun seggio. 
La Rivoluzione russa del 1917, e il cambiamento della strategia del partito, che aveva iniziato a sviluppare lotte dal forte contenuto sociale (giornata lavorativa di otto ore e suffragio universale) nonché anticolonialiste, spinse verso l'SDP un gran numero di militanti provenienti da organizzazioni socialiste indipendenti. 
L'SDP si presentò nuovamente alle elezioni nel luglio 1918, vincendo due seggi occupati da Willem van Ravesteyn e Wijnkoop; Wijnkoop assunse la guida del partito. L'SDP formò un partito parlamentare rivoluzionario con la Lega dei Cristiano-Socialisti e il Partito Socialista, entrambi con un seggio. Nel 1921 Willy Kruyt, deputato della Lega dei Cristiano-Socialisti, si unì all'SDP mentre il deputato del Partito Socialista lasciò il partito parlamentare rivoluzionario.
Con l'inizio dei moti rivoluzionari in Germania e la nascita del Consiglio dei soldati di Bruxelles, anche i Paesi Bassi iniziarono ad essere interessati da scioperi e ammutinamenti. Il 10 novembre l'SDP chiese la formazione di consigli di soldati e operai in vista della formazione di un governo popolare. Una settimana dopo, al congresso di Leida, il nome del partito fu cambiato in Partito Comunista d'Olanda (CPH), per sottolineare la sua identificazione con i consigli di fabbrica. L'anno successivo, il 10 aprile 1919, il CPH entrò a far parte del Comintern, il che contribuì a trasformare il partito da una miscela di anarchici, sindacalisti e marxisti ortodossi in una formazione dichiaratamente leninista.
Nel 1920 i vertici dell'ala di sinistra comunista Gorter e Pannekoek lasciarono il partito per formare il Partito Comunista dei Lavoratori dei Paesi Bassi, che sosteneva il comunismo consiliare. Alle elezioni del 1922 il CPH mantenne i suoi due seggi. Uno dei suoi candidati non eletti quell'anno, Tan Malaka, fu il primo suddito delle Indie orientali olandesi coloniali a candidarsi nei Paesi Bassi.

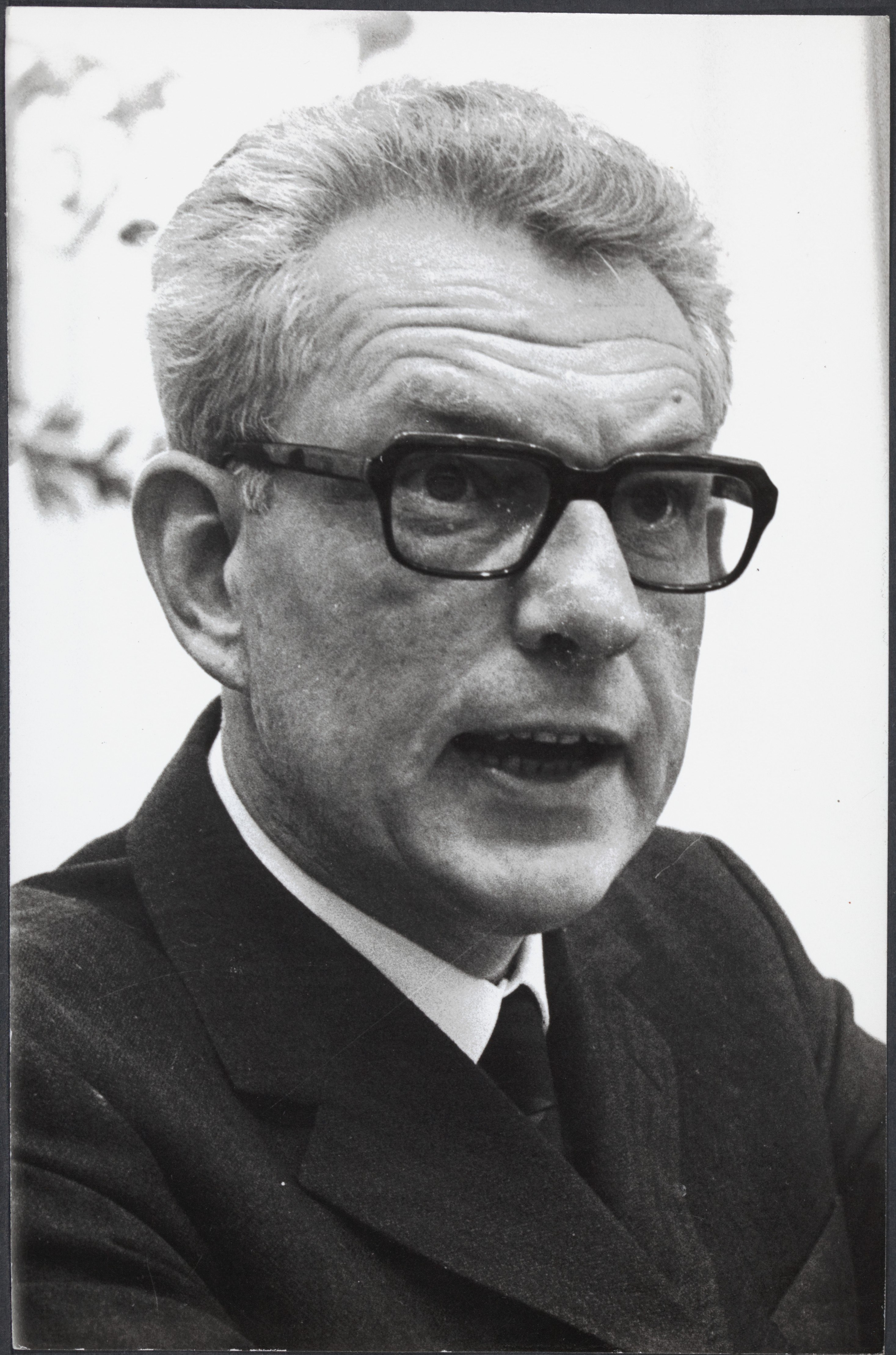
Marcus Bakker nel 1972

Prima delle elezioni del 1925, Wijnkoop fu sostituito alla guida del partito da Louis de Visser sotto la pressione del Comintern; ciò fu causa di forti divisioni interne al partito. Jacques de Kadt aveva già lasciato il partito nel 1924 per contribuire alla creazione del BKSP (Lega dei club di lotta e propaganda comunista). Sullo sfondo di molte di queste divisioni c'era il conflitto in Unione Sovietica tra Stalin e Lev Trockij. Wijnkoop, Henk Sneevliet e altri membri di spicco, rappresentanti della fazione trockista, furono espulsi dal partito. Sneevliet fondò l'Unione Socialista Rivoluzionaria, che in seguito divenne il Partito Socialista Rivoluzionario (RSP). Nel 1926 l'intera sezione di Rotterdam fu espulsa. Questi espulsi si unirono a Wijnkoop per formare il Partito Comunista d'Olanda - Comitato Centrale separato. Tutti e tre, il RSP, il comitato centrale del CPH e il vecchio CPH (che si presentava con il nome di "CPH - sezione olandese dell'Internazionale Comunista"), parteciparono alle elezioni del 1929 ed entrambi i CPH ottennero un seggio ciascuno, mentre il RSP non ne ottenne nessuno. Nel 1930 i CPH furono costretti dal Comintern a riunificarsi. Come segretario fu eletto Cornelis Schalker. In questa fase storica fece il suo ingresso nel partito anche Paul De Groot.
Dopo l'ammutinamento dell'incrociatore corazzato Zeven Provinciën dello stesso anno, l'indipendenza delle Indie olandesi divenne un tema centrale alle elezioni del 1933. Il partito ottenne un risultato particolarmente positivo in questa tornata, raddoppiando i suoi seggi a quattro. Tra gli eletti vi fu il nazionalista indonesiano Rustam Effendi, il primo suddito delle Indie olandesi a entrare in parlamento. Alle elezioni del 1937, il partito riuscì a mantenere i propri seggi. Nel 1935 il partito cambiò nome in Communistische Partij van Nederland (Partito Comunista dei Paesi Bassi; CPN), per esprimere la sua fedeltà ai Paesi Bassi e alle istituzioni olandesi. Nella seconda metà degli anni trenta il partito, non sottovalutando la crescente minaccia nazifascista, sposò le tesi della difesa dell'indipendenza e della sovranità nazionale. Questa fase fu coronata dal voto a favore del bilancio militare dello Stato in occasione del congresso del 1938.
Il 15 maggio 1940, subito dopo l'occupazione tedesca, il partito decise di organizzare un movimento di resistenza clandestino. Nel luglio 1940, la forza di occupazione nazista mise al bando il CPN; il partito continuò in clandestinità. Nello stesso anno, insieme all'RSP, l'unica organizzazione che negli anni precedenti aveva denunciato le misure antisemite dei nazisti, fondò un movimento di resistenza chiamato Raad van Verzet (Consiglio di Resistenza). Pubblicò un giornale della resistenza chiamato De Waarheid (La Verità). Il CPN fu il principale organizzatore dello sciopero di febbraio del 1941, il più grande atto di resistenza avvenuto nei Paesi Bassi durante la seconda guerra mondiale.

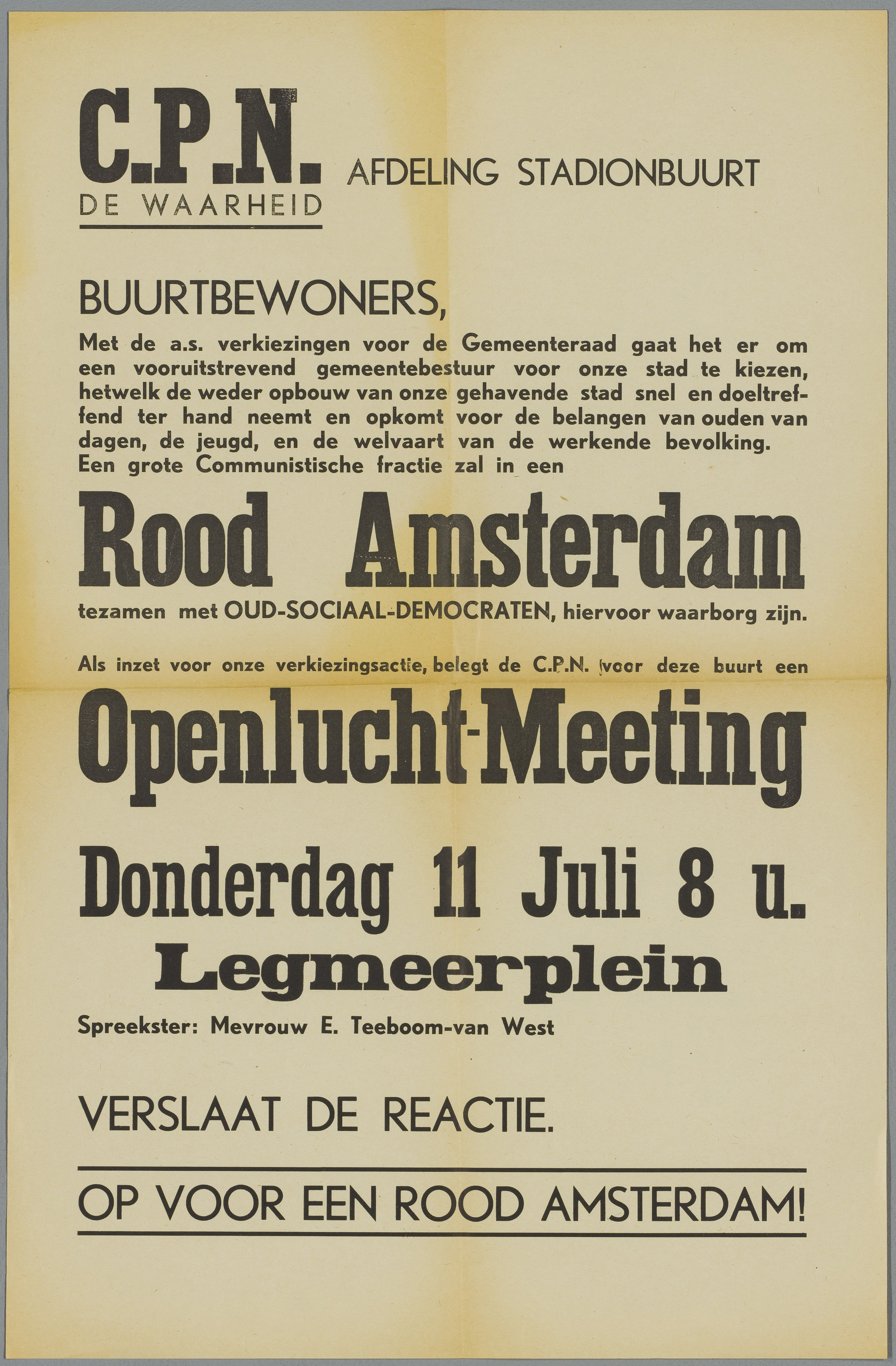
Appello del CPN alle elezioni municipali di Amsterdam del 1946

Dopo la guerra, il partito fu guidato da Paul de Groot, che aveva un forte controllo sull'organizzazione del partito. Nel 1945 al CPN fu offerto un ministero nel gabinetto Schermerhorn, soprattutto a causa del ruolo del CPN nella Resistenza olandese. Il CPN rifiutò, chiedendo un secondo ministero. Alle elezioni del 1946, il CPN ottenne quasi l'11% dei voti e conquistò 10 seggi alla Camera dei Rappresentanti. Per la prima volta il CPN ottenne anche dei seggi al Senato. Questo successo elettorale era legato al ruolo del CPN nella Resistenza olandese.
Il periodo successivo fu caratterizzato da un calo di popolarità per il comunismo, dall'aumento delle divisioni interne e dal metodico isolamento del CPN da parte degli altri partiti. Con l'avvento della Guerra fredda, il partito iniziò a perdere popolarità. Il colpo di Stato comunista del 1948 in Cecoslovacchia contribuì ulteriormente a danneggiarne l'immagine agli occhi dell'opinione pubblica olandese. Alle elezioni del 1948, il partito perse due seggi. L'anno successivo un gruppo di comunisti frisoni fu allontanato dai ranghi del partito. Gli espulsi fondarono quindi l'Unione Socialista, ma non riuscirono a svolgere un ruolo significativo nella politica olandese. Alle elezioni del 1952 il partito perse altri due seggi. Quattro anni più tardi il CPN perse nuovamente voti, ma grazie all'ampliamento del parlamento ottenne un seggio in più. Lo stesso anno il partito sostenne l'intervento russo contro la rivoluzione ungherese. Dopo l'invasione, la sede del partito ad Amsterdam, fu attaccata dagli oppositori dell'invasione.
Nel frattempo, il dissenso interno contro la rigida leadership di De Groot stava aumentando. Nel 1958, dopo due anni di discussioni, il Bruggroep ("gruppo del ponte") lasciò il CPN in un contrasto contro il centralismo democratico e per un rapporto più stretto con i socialisti. I leader del Bruggroep erano figure di spicco della Resistenza come Gerben Wagenaar e Henk Gortzak. I servizi segreti olandesi (AIVD) sostennero di essere dietro la scissione, mentre la leadership del CPN affermò che i dissidenti erano agenti che lavoravano per la CIA. Il Bruggroep fondò un nuovo partito, il Socialistische Werkers Party (Partito Socialista dei Lavoratori, SWP). Nel 1957 fu fondato il Partito Pacifista-Socialista. Il PSP riunì gli ex membri del CPN, compresi i membri dell'Unione Socialista e ed ex membri Partito Laburista Olandese (PvdA), e altri indipendenti di sinistra. Alle successive elezioni del 1959 il CPN perse tutti i seggi tranne tre, mentre il PSP ne conquistò due e l'SWP non riuscì a conquistare alcun seggio. Molti membri del SWP, come Gortzak, aderirono in seguito al PSP.
Negli anni '40 e '50 il CPN fu metodicamente isolato dagli altri partiti. Ai dipendenti pubblici fu proibito di diventare membri del CPN e non gli fu concesso uno spazio separato alla radio o alla televisione pubblica. L'inequivocabile sostegno del partito alla decolonizzazione delle Indie orientali olandesi lo isolò anche in parlamento. A causa delle sue posizioni contrarie alla NATO e alla Comunità economica europea, il partito fu bloccato dalle commissioni parlamentari Affari Esteri, Difesa ed Energia Nucleare. L'AIVD teneva sotto controllo il partito. Tutti gli altri partiti in parlamento erano profondamente anticomunisti, soprattutto il socialdemocratico PvdA.
Alle elezioni del 1963 il partito ottenne un seggio in più, salendo a quattro. Il movimento studentesco in via di sviluppo fu un importante impulso per il partito. Nel 1964 il conflitto internazionale tra la Repubblica Popolare Cinese e l'URSS divise anche il CPN. Un gruppo chiamato Movimento di Unità Comunista dei Paesi Bassi lasciò il CPN in quell'anno. Il gruppo subì diverse scissioni basate su conflitti ideologici e personali. Nel 1971 uno dei piccoli gruppi formò il Partito Socialista, che divenne un partito politico di successo a partire dalla metà degli anni novanta. Il CPN assunse una posizione piuttosto ambigua nel conflitto tra l'URSS e la Cina.
Prima delle elezioni del 1967 De Groot fu sostituito da Marcus Bakker. De Groot fu comunque nominato membro onorario del CPN. Nella tornata elettorale il partito conquistò un altro seggio, arrivando a un totale di cinque. L'anno seguente il CPN condannò l'intervento sovietico contro la Primavera di Praga. Il rifiuto a partecipare alla conferenza di Mosca l'anno successivo e le polemiche contro le antiquate concezioni del proletariato internazionale isolarono il CPN dal resto degli altri partiti comunisti. Nel 1971 si aggiunse un altro seggio e nel 1972 il partito ottenne sette seggi. Le elezioni del 1977 videro un conflitto tra il socialdemocratico Joop den Uyl e il cristiano-democratico Dries van Agt. Molti simpatizzanti del CPN votarono per il socialdemocratico PvdA e il CPN perse tutti i seggi tranne due. Nel 1978, sotto le pressioni dei nuovi giovani membri, De Groot perse la sua carica di membro onorario. Nelle successive elezioni del 1981 la collocazione delle armi nucleari americane divenne una questione centrale. Il CPN, che aveva guidato uno dei gruppi che hanno condotto la campagna, il Comitato contro la bomba atomica, fu premiato con un terzo seggio.

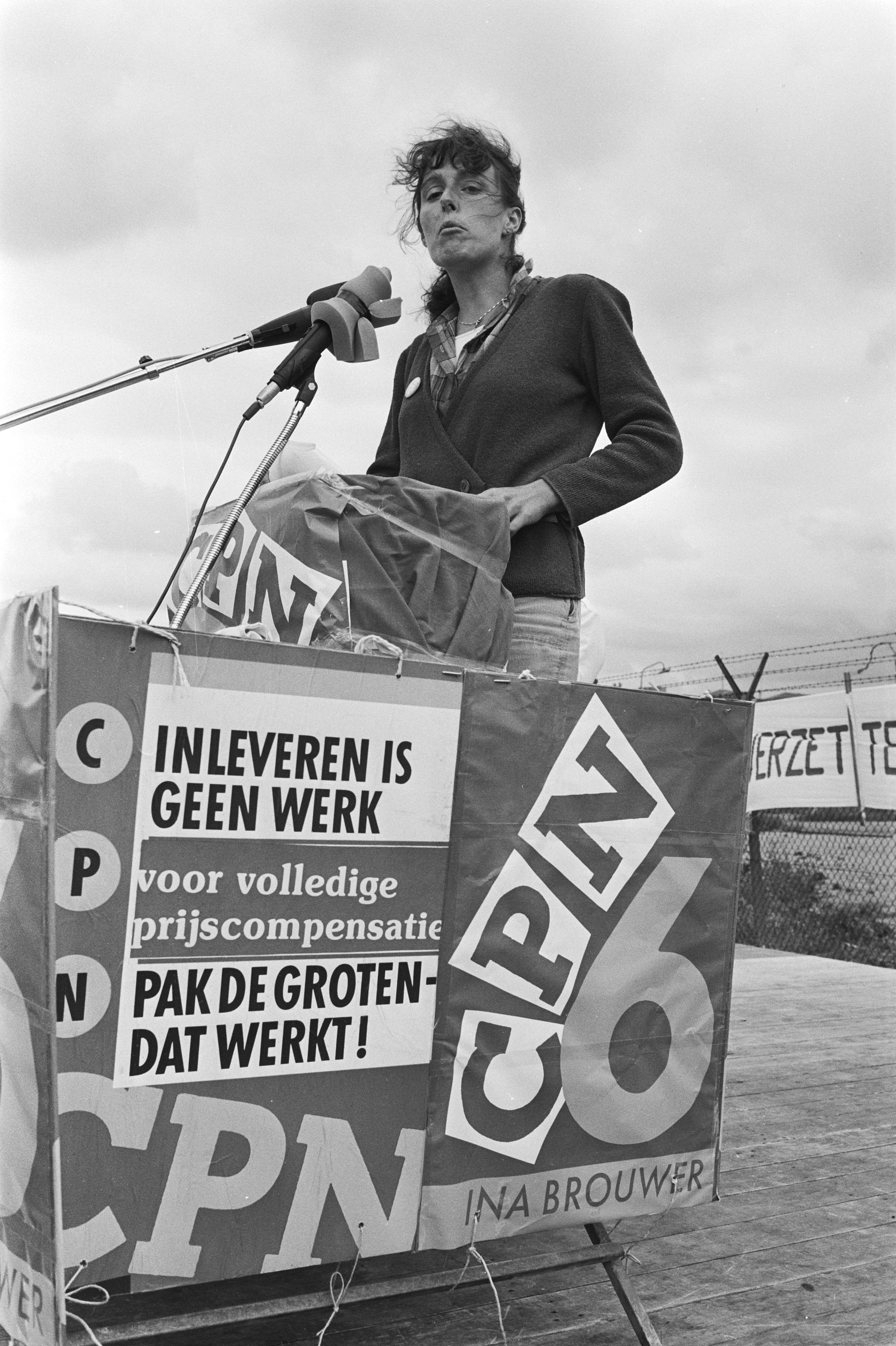
La leader del partito Ina Brouwer durante un discorso elettorale nel 1982

Nel 1982 il partito ottenne il suo primo sindaco nella roccaforte comunista di Beerta. Prima delle elezioni dello stesso anno Bakker si dimise a favore di Ina Brouwer. Con lei entrò in politica una nuova generazione di deputati più giovani, spesso donne. La deputata riuscì a mantenere i tre seggi. Il CPN cercò di rinnovare il proprio programma politico, enfatizzando temi della New Left come il femminismo e i diritti degli omosessuali. In reazione a ciò, i membri orientati alla classe operaia fondarono il Consiglio orizzontale dei comunisti (chiamato così perché i membri provenivano da diversi rami locali, rompendo l'organizzazione verticale del centralismo democratico). Il gruppo cercò di fare pressione sul CPN affinché tornasse al suo corso della Old Left. Nel 1983 lasciarono il partito e formarono la Lega dei Comunisti dei Paesi Bassi (VCN, Verbond van Communisten In Nederland). Nel 1986 sia il CPN che il VCN parteciparono alle elezioni. Nessuno dei due ottenne un seggio alla Camera dei Rappresentanti. Il CPN aveva comunque due senatori. Come uno degli ultimi atti del partito, la leadership del partito partecipò ai festeggiamenti per il 40º anniversario della Repubblica Democratica Tedesca.
Nel 1989 il partito si è fuso con altri tre piccoli partiti di sinistra, il Partito Pacifista-Socialista (PSP), il Partito Politico dei Radicali (PPR) e il Partito Popolare Evangelico (EVP), per formare la Sinistra Verde. Due anni dopo il partito si è ufficialmente sciolto; al VCN si sono uniti altri ex membri del CPN, che se ne sono andati perché in disaccordo con il nuovo corso, e hanno fondato il Nuovo Partito Comunista dei Paesi Bassi (NCPN), che esiste ancora oggi.
La vecchia ala marxista del CPN non ha più alcuna influenza nella Sinistra Verde. La "nuova" generazione è stata molto importante: Brouwer ha guidato il partito nelle elezioni del 1994 e uno dei senatori del partito, Jos van der Lans, era un membro del CPN. L'ex presidente del partito, molto influente nella formulazione del nuovo corso liberale, Herman Meijer, era uno degli attivisti per i diritti degli omosessuali che si erano uniti al CPN negli anni settanta.

## Leader
- David Wijnkoop (1909–1925)
- Lou de Visser (1925–1935)
- Ko Beuzemaker (1935–1939)
- Paul de Groot (1945–1967)
- Marcus Bakker (1967–1982)
- Ina Brouwer (1982–1991)

## Membri famosi
- Friedl Baruch
- Ko Beuzemaker
- Anet Bleich
- Jaap Brandenburg
- Bertus Brandsen
- Ina Brouwer
- Jan Ceton
- Jan Dieters
- Roestam Effendi
- Elsbeth Etty
- Meindert Fennema
- Herman Gorter
- Henk Gortzak
- Daan Goulooze
- Paul de Groot
- Ger Harmsen
- Henk Hoekstra
- Wim Hulst
- Lou Jansen
- Gerrit Willem Kastein
- Wim Klinkenberg
- A.J. Koejemans
- Rie Lips-Odinot
- Fré Meis
- Piet Nak

- Ben Polak
- Jan Postma
- Willem van Ravesteyn
- Ton Regtien
- Frits Reuter
- Gerard van het Reve sr.
- Henriette Roland Holst
- Jan Romein
- Annie Romein-Verschoor
- Sebald Rutgers
- Paul Scheffer
- Leen Seegers
- Marijke Spies
- Koert Stek
- Anton Struik
- Ger Verrips
- Louis de Visser
- Ella Vogelaar
- Theun de Vries
- Gerben Wagenaar
- Berry Withuis
- David Wijnkoop
- Jaap Wolff
- Joop Wolff

## Risultati elettorali
| Elezione                          | Voti                      | %                         | Seggi                     |
| Partito Socialdemocratico         | Partito Socialdemocratico | Partito Socialdemocratico | Partito Socialdemocratico |
| --------------------------------- | ------------------------- | ------------------------- | ------------------------- |
| Legislative 1918                  | 42.642                    | 3,17                      | 3 / 100                   |
| Partito Comunista d'Olanda        |                           |                           |                           |
| Legislative 1922                  | 53.664                    | 1,83                      | 2 / 100                   |
| Legislative 1925                  | 36.770                    | 1,19                      | 1 / 100                   |
| Legislative 1929                  | 67.541                    | 2,00                      | 2 / 100                   |
| Legislative 1933                  | 118.236                   | 3,18                      | 4 / 100                   |
| Partito Comunista dei Paesi Bassi |                           |                           |                           |
| Legislative 1937                  | 136.026                   | 3,35                      | 3 / 100                   |
| Legislative 1946                  | 502.963                   | 10,56                     | 10 / 100                  |
| Legislative 1948                  | 381.997                   | 7,74                      | 8 / 100                   |
| Legislative 1952                  | 328.641                   | 6,16                      | 6 / 100                   |
| Legislative 1956                  | 272.054                   | 4,75                      | 7 / 100                   |
| Legislative 1959                  | 144.542                   | 2,41                      | 3 / 150                   |
| Legislative 1963                  | 173.325                   | 2,77                      | 4 / 150                   |
| Legislative 1967                  | 248.318                   | 3,61                      | 5 / 150                   |
| Legislative 1971                  | 246.569                   | 3,90                      | 6 / 150                   |
| Legislative 1972                  | 330.398                   | 4,47                      | 7 / 150                   |
| Legislative 1977                  | 143.481                   | 1,72                      | 2 / 150                   |
| Europee 1979                      | 97.343                    | 1,72                      | 0 / 25                    |
| Legislative 1981                  | 178.292                   | 2,05                      | 3 / 150                   |
| Legislative 1982                  | 147.699                   | 1,79                      | 3 / 150                   |
| Europee 1984                      | 296.488                   | 5,60                      | 0 / 25                    |
| Legislative 1986                  | 57.847                    | 0,63                      | 0 / 150                   |
| 1.                                |                           |                           |                           |